# Guido Fauconnier
Guido Fauconnier (Sint-Agatha-Berchem, 14 december 1935 - Antwerpen, 6 mei 2005) was hoogleraar communicatiewetenschap aan de Katholieke Universiteit Leuven en gewezen decaan van de Faculteit Sociale Wetenschappen. Hij doceerde tot 2001 de vakken massacommunicatie, reclameleer en bedrijfscommunicatie.
Fauconnier wordt beschouwd als de grondlegger van de communicatiewetenschap in Vlaanderen. Zijn belangstelling voor de nieuwe media resulteerde in de oprichting van het Mediacentrum van de K.U.Leuven. Naast voorzitter van het Mediacentrum was hij ook jarenlang voorzitter van de Vlaamse Mediaraad (1987-1995), adviseerde hij de Vlaamse Gemeenschap inzake mediabeleid en was hij auteur van vele boeken over communicatietheorie, die in talrijke opleidingen als referentiewerk worden gebruikt.
Fauconnier was ook actief betrokken bij de oprichting van de consumentenvereniging Test-Aankoop in de jaren zestig en werd later door minister van Economische Zaken Mark Eyskens benoemd tot voorzitter van de Raad voor het Verbruik.
- Digitale Bibliotheek voor de Nederlandse Letteren: fauc001
- International Standard Name Identifier: 0000 0001 1028 7517
- Library of Congress Control Number: n81033087
- Nationale Bibliotheek van Israël: 987007438814605171
- Nederlandse Thesaurus van Auteursnamen: 068226446
- Système universitaire de documentation: 084011653
- Virtual International Authority File: 67781884
- WorldCat: E39PBJpDMfW38hqj4RCwxBj6Kd